# Carlos Joao Montoya
Carlos Joao Montoya García (Lima, 4 de mayo de 2002) es un futbolista peruano. Juega como defensor central  y su equipo actual es Unión Comercio de la Liga 2 de Perú.

## Trayectoria

### Cantolao
Inició su carrera en las divisiones menores de la Academia Cantolao. Durante su tiempo allí, recibió convocatorias para integrar las selecciones peruanas sub-15 y sub-17. Después de su participación en el Sudamericano sub-17 de 2019, el Alianza Lima mostró interés en él y buscó ficharlo para su equipo. 

### Alianza Lima
Se une al Alianza Lima y, en junio de 2019, rubrica su primer contrato profesional con el equipo íntimo. Durante todo el segundo semestre de 2019, participa en los encuentros de la reserva. En el año 2020, es ascendido al primer equipo por decisión de Pablo Bengoechea, quien también lo incluye en la lista de 30 jugadores para la Copa Libertadores 2020. Su debut como titular se materializa en febrero de 2020, enfrentando a Ayacucho F. C., después de haber sido previamente incluido en la lista en el partido anterior. Jugaría en Alianza hasta el final del Toneo Apertura 2023.

### Cantolao
Para la segunda mitad de 2023, fue cedido a préstamo a la Academia Cantolao, club en que descendió de categoría, al quedar último en la tabla acumulada del torneo.
A inicios del 2024 fichó por Juan Aurich de Chiclayo, sin embargo, por una sanción al club, terminó sin jugar el primer trimestre del año.

### Ecosem Pasco
Hace unos días, fue anunciado y presentado como refuerzo del ECOSEM PASCO que a partir del mes de agosto, se sumará al campeonato Copa Perú 2024.

## Clubes

### Formativo
| Club                   | País | Temporada |
| ---------------------- | ---- | --------- |
| Cantolao (DM)          | Perú | 2016-2019 |
| Alianza Lima (reserva) | Perú | 2019      |

### Profesional
| Club                 | País | Temporada |
| -------------------- | ---- | --------- |
| Alianza Lima         | Perú | 2020-2023 |
| Academia Cantolao    | Perú | 2023      |
| Juan Aurich          | Perú | 2024      |
| Deportivo Binacional | Perú | 2024      |
| Unión Comercio       | Perú | 2025 -    |

## Estadísticas

### Clubes
Actualizado el 23 de septiembre de 2023.
| Club                                                                                      | Div.          | Temporada     | Liga  | Liga  | Copas nacionales(1) | Copas nacionales(1) | Copas internacionales(2) | Copas internacionales(2) | Total | Total |
| Club                                                                                      | Div.          | Temporada     | Part. | Goles | Part.               | Goles               | Part.                    | Goles                    | Part. | Goles |
| ----------------------------------------------------------------------------------------- | ------------- | ------------- | ----- | ----- | ------------------- | ------------------- | ------------------------ | ------------------------ | ----- | ----- |
| Alianza Lima · Perú                                                                       | 1.ª           | 2020          | 11    | 0     | 0                   | 0                   | 1                        | 0                        | 12    | 0     |
| Alianza Lima · Perú                                                                       | 1.ª           | 2021          | 9     | 0     | 0                   | 0                   | 0                        | 0                        | 9     | 0     |
| Alianza Lima · Perú                                                                       | 1.ª           | 2022          | 1     | 0     | 0                   | 0                   | 0                        | 0                        | 1     | 0     |
| Alianza Lima · Perú                                                                       | 1.ª           | 2023          | 4     | 0     | 0                   | 0                   | 1                        | 0                        | 5     | 0     |
| Alianza Lima · Perú                                                                       | Total club    | Total club    | 25    | 0     | 0                   | 0                   | 2                        | 0                        | 27    | 0     |
| Cantolao · Perú                                                                           | 1.ª           | 2023          | 12    | 0     | 0                   | 0                   | 0                        | 0                        | 12    | 0     |
| Cantolao · Perú                                                                           | Total club    | Total club    | 12    | 0     | 0                   | 0                   | 0                        | 0                        | 12    | 0     |
| Total carrera                                                                             | Total carrera | Total carrera | 37    | 0     | 0                   | 0                   | 2                        | 0                        | 39    | 0     |
| (1) Incluye datos de la Copa Inca . (2) Incluye datos de la Copa Libertadores de América. |               |               |       |       |                     |                     |                          |                          |       |       |

## Palmarés

### Torneos nacionales
| Título                        | Club         | País | Año  |
| ----------------------------- | ------------ | ---- | ---- |
| Primera División del Perú     | Alianza Lima | Perú | 2021 |
| Torneo de Promoción y Reserva | Alianza Lima | Perú | 2022 |
| Primera División del Perú     | Alianza Lima | Perú | 2022 |

### Torneos cortos
| Título          | Club         | País | Año  |
| --------------- | ------------ | ---- | ---- |
| Fase 2          | Alianza Lima | Perú | 2021 |
| Torneo Clausura | Alianza Lima | Perú | 2022 |
| Torneo Apertura | Alianza Lima | Perú | 2023 |